# Kyck over den Dyck
Kyck over den Dyck is een molen aan de Noordendijk in de stad Dordrecht, in de Nederlandse provincie Zuid-Holland. Het is de enig bewaarde molen van die stad. De oorspronkelijk molen werd gebouwd in 1612 en was een houten standerdkorenmolen. Deze molen maalde mout, dat als grondstof diende voor de Dordtse bierbrouwers. In 1713 werd de kleine standerdmolen vervangen door de huidige stenen stellingmolen.
Sinds 1739 werd overgegaan op het malen van koren. In 1871 werd de molen getroffen door een windhoos waarbij de beide roeden en as afbraken en de stelling werd beschadigd.
Gemeente Dordrecht was eigenaar van 1952 tot 1997. Sindsdien is de molen eigendom van de Stichting Molen Kyck over den Dyck, van 1999 tot 2001 is ze maalvaardig gerestaureerd, en daarna operationeel dankzij een kring vrijwilligers.

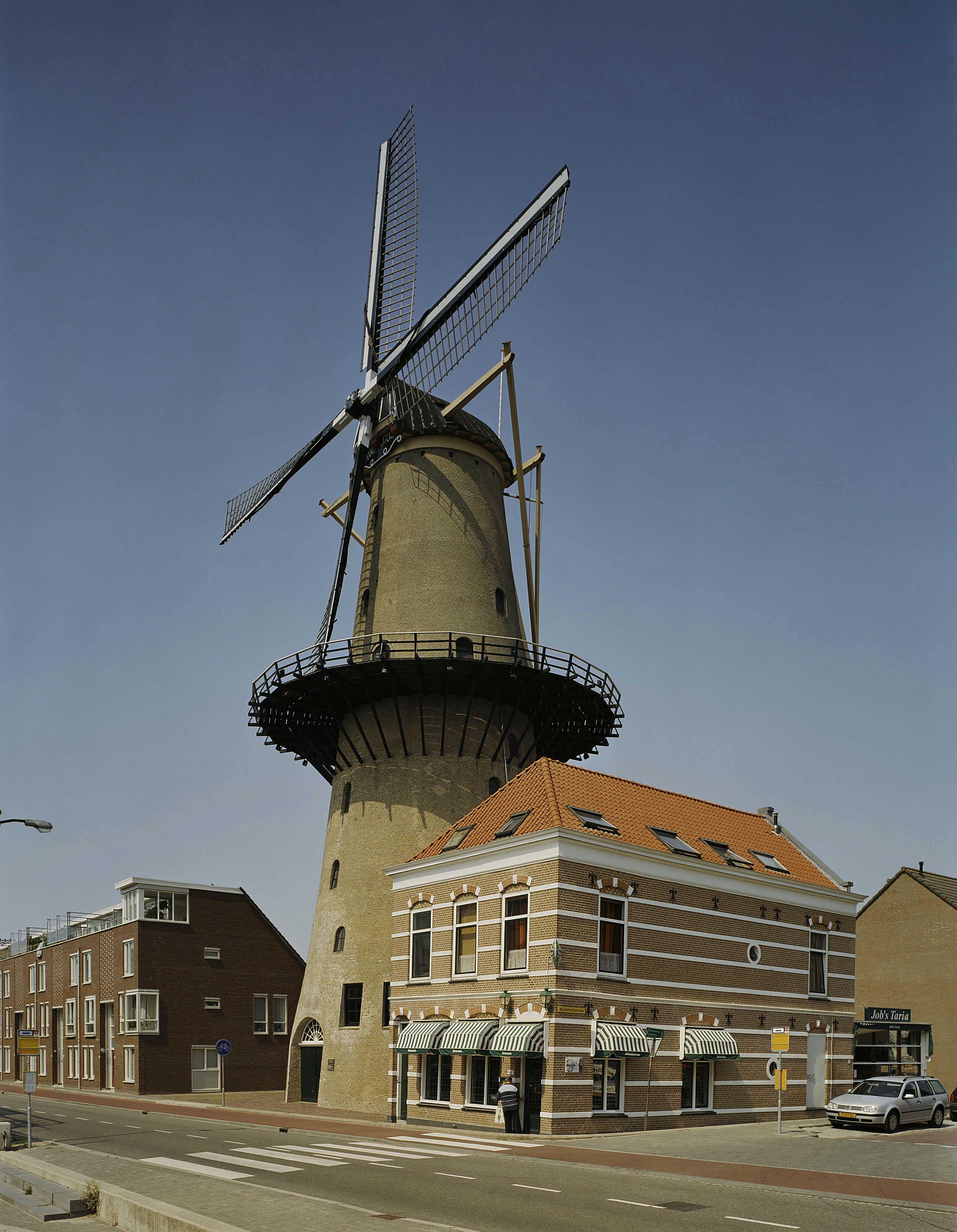
Overzicht
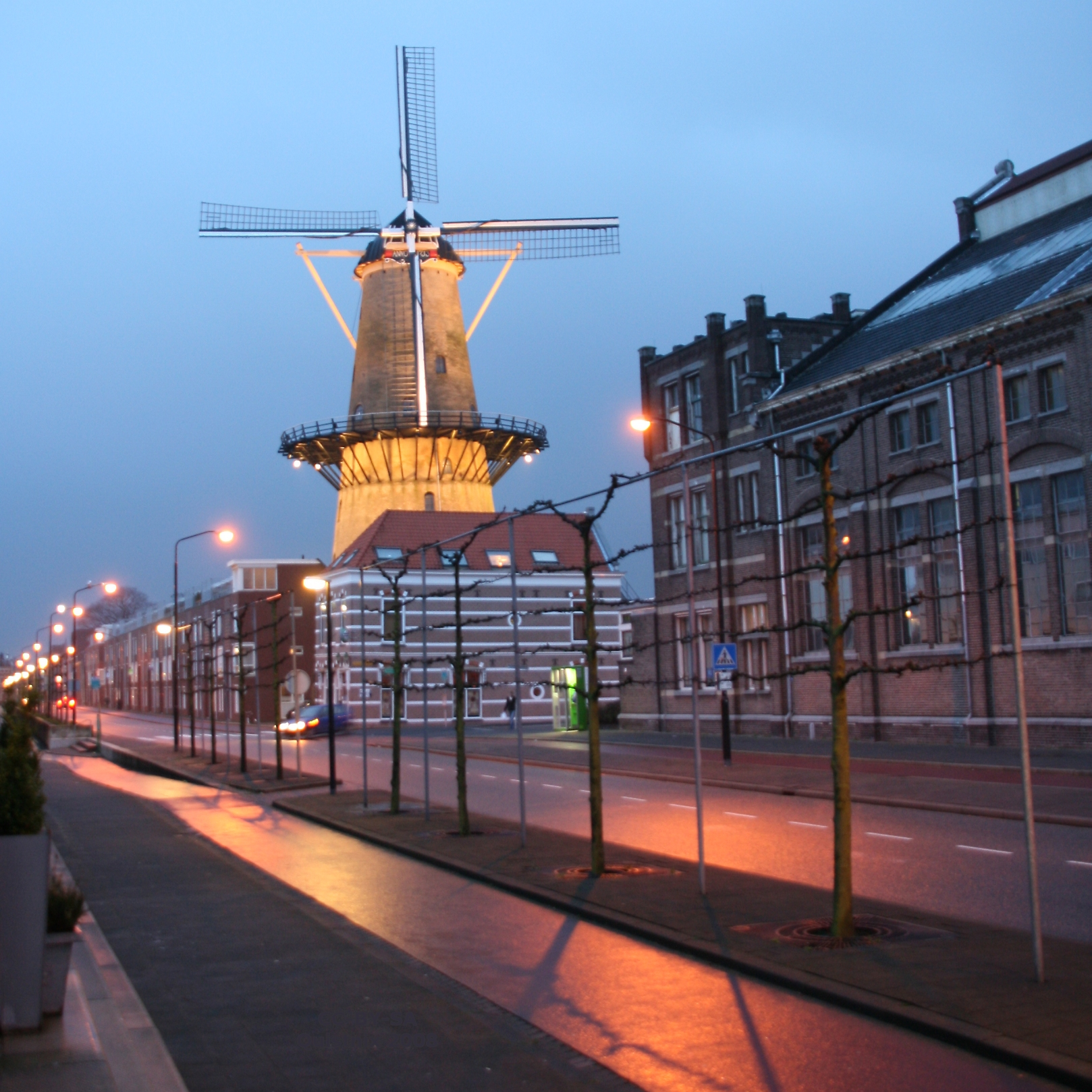
De molen bij avond